# Arca navicularis

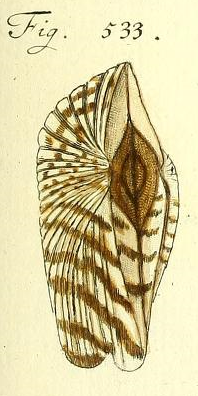
Originalabbildung aus Chemnitz, Systematisches Conchylien-Cabinet, 7. Band, Taf. 54, Fig. 533

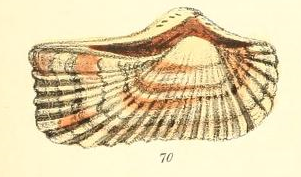
Abbildung aus Reeve: Conchologia Iconica, Taf. 11 Fig. 70

Arca navicularis ist eine Muschel-Art aus der Familie der Archenmuscheln (Arcidae) in der Ordnung der Arcida.

## Merkmale
Das gleichklappige, mäßig geblähte Gehäuse wird bis etwa 5 cm lang und bis etwa 2,5 cm hoch. Im Umriss ist es gerundet rechteckig bis verkehrt-trapezförmig mit einem fast geraden oberen Rand (längste Strecke) und einem sehr deutlich ausgeprägten Mittelsinus, der am nur schwach gekrümmten Ventralrand eine mehr oder weniger deutliche Einbuchtung verursacht. Der hintere Rand bildet mit dem Dorsalrand einen spitzen bis stumpfen Winkel und ist mehr oder weniger stark eingebuchtet. Der vordere Rand bildet mit dem Dorsalrand dagegen einen stumpfen bis rechteckigen Winkel und ist gerade bis leicht gewölbt. Die Klappen sind deutlich inaequilateral (ungleichseitig), das heißt in Bezug auf den Wirbel deutlich nach hinten verlängert. Die Wirbel befinden sich somit in der vorderen Hälfte des Gehäuses, aber näher zur Mitte, und sind nach vorne eingedreht. Sie stehen relativ weit auseinander.
Von den Wirbeln gehen bis zu 27 (bis 50) radialstrahlige, leicht gebogene Rippen aus, die von Anwachslinien geschnitten werden. Im Bereich des Mittelsinus sind die Rippen etwas schmaler und gerade. Die Rippen und Anwachslinien geben der Oberfläche ein raues Aussehen bzw. die Rippen können im Schnittbereich knotig werden. Die Oberfläche ist von einem dicken, blättrigen (oder haarigem) Periostracum bedeckt, das aber meist nur noch am Rand erhalten ist. Die Grundfärbung ist meist weiß bis cremefarben, mit unregelmäßigen schrägen braunen Bändern, in unterschiedlich intensiven Brauntönen. Innen ist die Schale bläulich-violett mit einem schmalen, dunklen, nicht gezähnelten Rand.
Der Schlossrand ist lang und gerade. Das Schloss ist taxodont (gleichzähnig), das heißt besteht aus vielen, kleinen, annähernd gleich großen Zähnchen. Das externe Ligament ist meist kurz und rhombenförmig. Es liegt symmetrisch zwischen den Wirbeln. Markus Huber bezieht auch Formen mit asymmetrischen Rhomben oder gar zwei rhombischen Ligamentfeldern mit ein.
Die Schließmuskeln sind etwa gleich groß, die Mantellinie ist eingebuchtet. Die Byssusöffnung ist verhältnismäßig groß, entsprechend ist auch der Byssusretraktormuskel bzw. der Muskelansatzmarke sehr groß. Die beiden Klappen klaffen am Vorderrand etwas zum Durchtritt des Byssus.

## Geographische Verbreitung und Lebensraum
Die Art hat eine indo-pazifische Verbreitung und kommt auch im Roten Meer vor. Die Tiefenverbreitung reicht vom Intertidalbereich bis in etwa 70 Meter Wassertiefe.
Die Tiere sind mit Byssusfäden an Felsen oder Korallen angeheftet. Sie filtrieren Kleinstorganismen aus dem Wasser.

## Taxonomie
Das Taxon soll 1789 von Jean-Guillaume Bruguière begründet worden sein. Bisher konnte nur die (spätere?) Publikation von 1792 ausfindig gemacht werden. Bruguière bezog sich bei der Aufstellung des neuen Taxons auf die Abbildung 533 auf Taf. 54 des siebten Bandes von Johann Hieronymus Chemnitz Neues systematisches Conchylien-Cabinet. Das Exemplar von Chemnitz soll nach seinen Angaben von Westindien gestammt haben. Bruguière gibt Sainte-Domingue (Santo Domingo, Dominikanische Republik?) als Typlokalität an; möglicherweise hatte er weitere Exemplare zur Verfügung. Markus Huber schreibt dagegen, dass das Exemplar, das Chemnitz abgebildet hat, aus dem Indo-Pazific stammt. Er hält wohl die Angaben von Chemnitz und Bruguière für irrtümlich. Das Taxon wird (auch heute noch) in die Gattung Arca Linnaeus, 1758 gestellt. Die Gattung Arca ist seit den Zeiten von Bruguière in mehrere Gattungen aufgesplittet worden.
Markus Huber betrachtet die Art als sehr variabel und bezieht auch Navicula subnavicularis Iredale, 1939 als Synonym mit in das Taxon ein. Weitere Synonyme sind: Arca cumingi H. Adams & A. Adams, 1858, Arca fuscomarginata Dunker, 1871, Arca linter Jonas, 1845, Arca subquadrangula Dunker in Philippi, 1847, Arca symphenacis P. G. Oliver & Chesney, 1994 und Bentharca excavata Hayami & Kase, 1993.